# Христианство в Нигере
Христианство в Нигере — одна из религий, представленных в стране.
По данным исследовательского центра Pew Research Center в 2010 году в Нигере проживало 110 тыс. христиан, которые составляли 0,7 % населения этой страны. Энциклопедия «Религии мира» Дж. Г. Мелтона оценивает долю христиан в 2010 году в 0,4 % (57,1 тыс. верующих).
Крупнейшим направлением христианства в стране является протестантизм. В 2000 году в Нигере действовало 314 христианских церквей и мест богослужения, принадлежащих 33 различным христианским деноминациям.
Христианами являются живущие в Нигере французы, большинство из них проживают в Ниамее. Также, христианство значительно представлено среди моси, йоруба и гурма.